# Edgar Kahn
Edgar Kahn (* 22. Januar 1903 in Kehrenbach; † 1955 in Hamburg) war ein deutscher Bühnen-Schriftsteller, Drehbuchautor und Dramaturg.

## Leben und Wirken
Kahn hatte als Verlagsleiter in Berlin-Lichterfelde gearbeitet und mit Beginn der NS-Herrschaft auch eigene Bühnenstücke mit deutsch-nationalen, vor allem aber mit komödiantischen Inhalten geschrieben. Einige von ihnen wurden später auch verfilmt (Wie der Hase läuft, Spatzen in Gottes Hand, Die Erbschaft aus Amerika). Seit 1936 auch als Drehbuchautor tätig, rückte er bald zum Chefdramaturgen der Tobis auf. Bis 1945 schrieb Edgar Kahn die Manuskripte zu heiteren Stoffen, beteiligte sich aber mit Mein Sohn, der Herr Minister (Co-Autor: Karl Georg Külb) 1937 auch an einem expliziten NS-Propagandastück, das den Parlamentarismus in den Demokratien persiflierte. Zu dem Kriminalfilm Der Verteidiger hat das Wort lieferte er 1943 lediglich die Idee. Nach dem Zweiten Weltkrieg war Kahn nur noch selten als Drehbuchautor tätig. Neben weiteren Lustspielmanuskripten lieferte er 1951 aber auch das (mehrfach umgeschriebene) Drehbuch zu dem von allerlei Querelen bezüglich des vorgesehenen Regisseurs Wolfgang Staudte begleiteten Kriminalfilm Gift im Zoo.

## Filmografie (komplett, ohne Ideenbeiträge)
- 1936: Wie der Hase läuft
- 1937: Mein Sohn, der Herr Minister
- 1938: Kleiner Mann – ganz groß
- 1939: Die Stimme aus dem Äther
- 1939: Wer küßt Madeleine?
- 1942: Weiße Wäsche
- 1942: Floh im Ohr
- 1945: Rätsel der Nacht
- 1950: Glück aus Ohio
- 1951: Gift im Zoo
- 1952: Das kann jedem passieren
- 1954: Rosen aus dem Süden
- 1955: Die spanische Fliege

## Veröffentlichungen
- 1933: Langemarck (Schauspiel)
- 1934: Spatzen in Gottes Hand (Lustspiel, mit Ludwig Bender)
- 1936: Wie der Hase läuft (Volkskomödie)
- 1937: Devisen aus Kapstadt (Lustspiel)
- 1938: Die Sache mit Gustchen (Volksstück)
- 1943: Die ewige Kette – Regie: Lutz Heinle (Deutsches Nationaltheater Weimar)